# محمد عياد الطنطاوي
محمد عياد الطنطاوي (1810 - 1861) مؤلف ومؤرخ ومفكر مصري، درَسَ بالجامع الأحمدي بطنطا وبالأزهر ودرَّسَ فيهما، ثم سافر إلى سانت بطرسبرغ ليعلم اللغة العربية في معهد اللغات العربية الموجود فيها. ترك الشيخ العديد من المؤلفات عن اللغة العربية وترجم بعض من المؤلفات الروسية.

## نشأته
ولد الشيخ محمد بن عياد بن سعيد (أو سعد) بن سليمان الشافعي سنة 1225 هـ (1810 م). في قرية نجريد (نجريج) من أعمال مركز طنطا بمصر. أبوه تاجر أقمشة وصابون وبن من قرية محله مرحوم وهي التي حفظ فيها محمد القرآن. بعدها أرسله والده إلي طنطا التي حفظ فيها متونًا كثيرة ثم بدأ في دراسة الشروح والتعاليق على المتون التي حفظها، فقرأ شرح ابن قاسم في الفقه على يدي الشيخ محمد الكومي والشيخ محمد أبو النجا.
انتقل إلى القاهرة في عام 1823 عندما بلغ الثالثة عشر وقرأ في الأزهر علوم النحو والفقه والبلاغة والأصول والمنطق والكلام وتفسير البيضاوي على الشيخ حسن العطار (توفي: 1834م) وأصول الكتب الشيخ إبراهيم الباجوري (توفي: 1864م) كلاهما توليا مشيخة الأزهر.
كما تعلم من محمد الترميذي والشيخ الشبيني وبرهان الدين أبو المعالي والشيخ إبراهيم السقا (توفي: 1880م). توفي أبوه بعام 1827 فعاد محمد إلى طنطا وأقام بها لما يقارب العامين حصل فيها على إجازة في التدريس من الشيخ مصطفى القناوي شيخ المسجد الأحمدي،  قبل أن يعود إلى القاهرة في عام 1830 للتدريس بالجامع الأزهر.

## التدريس بالأزهر
توجه محمد إلى تدريس علوم اللغة وآدابها بسبب عشقه لها ولم يُدرس الفقه والحديث، واشتهر بتحفيظ القرآن. فقعد 10 سنوات للتدريس في الأزهر أعطى فيها دروسًا في الشرح والتعليق على كتب الشعر والأدب فشرح مقامات الحريري وديوان الحماسة وتتلمذ على يديه في تلك الفترة عدد من الأزهريين مثل يوسف الأسير السوري وإبراهيم مرزوق وعبد الهادى نجا الأبياري والمستشرقين مثل الفرنسي فليمانس فرنيل الذي علم الشيخ محمد الفرنسية والفرنسي بيرون والألماني فايل والألماني برونر ور. فراهن. كما درس اللغة العربية في مدرسة الإرسالية الانجليكانية الإنجليزية في القاهرة في عام 1835 بسبب ضعف رواتب الأزهر آنذاك.
ينقل محمد عيسى صالحية عن تلك الفترة أن الطنطاوي «اتهم بترويج البدع إذ انصرف إلى الشرع والأدب بدلاً من الانصراف إلى مباحث الفقه والحديث، حتى تمنى البعض موته حين أصيب بطاعون سنة 1836م، المرض الذي عاناه مدة عشرة أيام بلا نوم، وغاب عنه الإحساس والإدراك حتى سلمه الله وانفتحت البثور ثم تعافى بعد أسبوعين».

## التدريس بروسيا
صدر مرسوم روسي في عام 1804 أحدثت بمقتضاه أقسام لتدريس اللغات الشرقية في المدن الروسية، فكلفت الحكومة الروسية قنصلها في القاهرة بالبحث عن مدرس للغة العربية فاختير محمد لهذا المنصب وأخذ إذن محمد علي والذي وافق على الأمر.
يروي الشيخ الطنطاوي القصة كاملة في كتابه تحفة الأذكياء فيقول: «ومن حيث أن سعادة الوزير الروسي مفتن بإحياء مدرسته» مدرسة الألسن الشرقية «فلهذا لما توجه جناب الكونت ميدن إلى الديار المصرية كلفه بالتفتيش على معلم عربي للمدرسة. ومن حيث أني تعرفت بجنابه بواسطة المسيو فرنيل الذي طالع معي كتباً عربية أدبية وتاريخية، واكتسب في هذا اللسان مهارة المعية، بسبب كثرة صحبة العرب، طلب مني الذهاب. وبعدما رضيت استأذن لي جناب الكونت من حضرة الباشا عزيز مصر وممدنها، وحامي ذمارها ومؤمنها فأذن لي وطلب حضوري. فمثلت بين يديه، فأمرني بالجلوس، فامتثلت أمره المأنوس، ثم حضني على تعلم لسان الروسيا، ووعدني بالإكراء إذا تعلمته، لأنه مشغوف بجلب الألسن الغريبة إلى بلاده. ولذلك ترى في مدارسها نجابة التلاميذ خصوصاً في اللسان الفرنساوي، وكتب لي مرسوماً».
غادر الطنطاوي القاهرة في 24 محرم 1256 هـ (26 مارس 1840) فسافر إلى الإسكندرية عبر النيل، ومن هناك ركب باخرة نمساوية في 26 مارس مرت بإسطنبول ورحلت منها يوم 23 أبريل ومنها إلى أوديسا على ساحل البحر الأسود، ومن هناك غادرها إلى كييف التي نزل فيها يوم 25 مايو ثم سانت بطرسبورغ التي وصله في 29 يونيو 1840م.  ابتدأ الطنطاوي عمله بإلقاء محاضراته في كلية اللغات الشرقية في أوائل يوليو من ذلك العام وعمل أيضًا في ديوان الخارجية، استمر في تدريس العربية سبع سنين حتى عُين في أستاذًا لكرسي اللغة العربية في سنة 1847 وظل في المنصب لمدة 14 عامًا. لم يزر مصر فيها إلا مرة واحدة في عام 1844.
كان يدرّس قواعد اللغة ويشرح أمثال لقمان ويقرأ قطعًا من مؤلفات تاريخية ومن مقامات الحريري كما كان يدرّس الترجمة من الروسية إلى العربية والخطوط الشرقية وقراءة المخطوطات، وزاد على ذلك تدريس تاريخ العرب في عام 1855. وذكر أن له زوجة تسمى علوية (أم حسن) وابن يسمى أحمد ولد عام 1850. لم يقتصر دور الشيخ الطنطاوي علي التدريس فقط بل عين مستشاراً في الدولة الروسية وقلده القيصر وسام ستانيسلان ووسام القديسة حنة بسبب امتياز التلاميذ في البحث وقلده القيصر خاتماً مرصعاً بالألماس. ومن أشهر تلامذته المستشرق الفنلندى والن وأنطونى موخلينسكى ونافروتسكى وكروكاس ونقولا موخين ورولدف فرين اللذان أثرا في سفره إلى روسيا.

## وفاته
عانى الشيخ الطنطاوي في سبتمبر 1855 شللاً أصاب أطرافه السفلى ثم ماتت زوجته في عام 1860، ومع مرضه فقد ظل يعمل حتى استعفي من الخدمة في 19 يناير 1861 م أو في 31 يناير من نفس العام. توفي في 29 أكتوبر 1861 في سانت بطرسبرغ. دفن بمقابر المسلمين في ضاحية فولكوفو وكتب على شاهد قبره بالعربية وبالروسية: «هذا مرقد الشيخ العالم محمد عياد الطنطاوي. كان مدرس العربية في المدرسة الكبيرة الإمبراطورية بسانت بطرس بورغ المحروسة. وتوفي في شهر جمادى الثاني سنة 1278 من الهجرة عن خمسين سنة». ورغم الكتابة الموجودة على شاهد قبره اختلف في تاريخ وفاته فذكر العالم الفرنسي هيوار والأب لويس شيخو أنه توفي عام 1871، وذكر أمين فكري باشا أنه توفي في سنة 1862.

## مؤلفاته
ترك محمد وقت وفاته 41 كتابًا أكثرها مخطوطات لم تنشر حتى الآن ومنها:
- حاشية على متن الزنجاني في الصرف والمشهور بمتن العزى.[10]
- حاشية على شرح الشيخ خالد الأزهري على متنه المسمى بالأزهرية في علم النحو والذي كتبه عام 1252 هـ.[10]
- حاشية على كتاب الكافي في علمي العروض والقوافي.[10]
- ختم على شرح القطر لابن هشام.[10]
- غنية المريد في علم التوحيد.[10]
- حاشية على شرح العلامة برهان الدين أبي المعالي إبراهيم الشقا على منظومة السيد محمد بلحية عنوانها التحفة السنبة في العقائد السنية.[10]
- حاشية على رسالة شيخه إبراهيم الببجوري في العقائد.[10]
- حاشية على منظومة الشيخ السلموني.[10]
- أحسن النخب في معرفة لسان العرب أصله رسائل كتابها إلى بعض أصدقاه بمصر عام 1257 هـ ثم جمعت في هذا الكتاب وطبعت في عام 1848 وهو مكتوب بالعامية المصرية.[26]
- منظومة في البيان نظم فيها متن السمرقندية.[10]
- تحفة الأذكياء بأخبار مملكة الروسيا (1850) وهو من أهم مؤلفته ذكر فيه رحلته إلى روسيا وما جاورها من البلدان ووصف فيها البلاد.[27]
- حال الأعياد والمواسم في مصر.[27]
- كتاب الحكايات العامية المصرية وفيه ترجمة الباب الأول من كلستان لسعدي الشيرازي.[27]
- مجموعة أمثال عربية.[27]
- قواعد اللغة العربية العامية.[27]
- النحو العربي أو قواعد اللغة العربية الفصحى.[27]
- وله ثلاث مقالات باللغة الفرنسية.[18]

### ثبت المراجع
- الشيال، جمال الدين (1944). "دكتور برون والشيخان محمد عياد الطنطاوي ومحمد عمر التونسي". مجلة كلية الأدب بجامعة فاروق الأول. ج. 2. اطلع عليه بتاريخ 2025-02-25.{{استشهاد بدورية محكمة}}:  صيانة الاستشهاد: ref duplicates default (link)
- الطنطاوي، محمد عياد (2018). تحفة الأذكياء بأخبار مملكة الروسيا. تصدير: أحمد الشوكى، تقديم: يوسف القعيد، دراسة وتحقيق على متولي أحمد. القاهرة: دار الكتب والوثائق القومية.
- أحمد، علی متولي (1 يناير 2018). "الشیخ محمد عیاد الطنطاوى (1810- 1861)". مصر الحدیثة. ج. 17 ع. 17: 17–34. DOI:10.21608/nmisr.2018.155146. ISSN:2314-8098. مؤرشف من الأصل في 2021-03-12.{{استشهاد بدورية محكمة}}:  صيانة الاستشهاد: ref duplicates default (link)